# Alien 8
Alien 8 es un videojuego hecho en 1985 para el ZX Spectrum, Amstrad CPC y MSX por la compañía Ultimate Play The Game, nombre comercial de Ashby Computers&Graphics. 
El juego tiene como protagonista a un pequeño robot, llamado Cybot. El argumento nos presenta a una avanzada civilización extraterrestre que se encuentra al borde la extinción. Para evitarlo, un grupo de ellos se ha embarcado en un viaje estelar en busca de un nuevo planeta donde sobrevivir. Para velar por la tripulación que viaja criogenizada, la nave estelar cuenta con la ayuda del personaje de la aventura, un pequeño robot que debe velar por su seguridad intentando evitar que el sistema que los mantiene con vida se pare. Para ello debe reparar los circuitos y mecanismos de la nave, insertando una serie de piezas en diferentes puntos de la misma. El trabajo se verá dificultado porque en la nave se encontrará peligros como infiltraciones alienígenas, minas explosivas, obstáculos, etc. En determinadas pantallas podrá utilizar unos pequeños artefactos robóticos a distancia para explotar minas y despejar caminos.
El juego, que consta de 128 pantallas, vuelve a utilizar la perspectiva isométrica con la que la compañía Ultimate Play The Game había revolucinado el mundo de los videojuegos un año antes con la salida de Knight Lore; esta permite no sólo moverse en tres dimensiones, sino también interaccionar con objetos mediante una física sencilla pero efectiva. El motor utilizado llevó el nombre de Filmation dado por sus creadores. Presenta unos gráficos muy cuidados, variados y bien definidos. Alien 8 fue también un éxito de crítica y público.